# 葛原詩織
葛原 詩織（くずはら しおり、9月15日 - ）は、日本の女性声優、イラストレーター。愛媛県出身。

## 人物
以前はプランダスに所属していた。
趣味は宇宙、珈琲、メガネ。
イラストレーターとしても活動しており、Vtuber芸人「ウノレレ」キャラクターデザインや舞台公演広告デザインを担当している。舞台音響、舞台照明などにも関わっている。

## 出演

### 吹き替え

#### 映画
- アナザーラウンド（アニカ〈マリア・ボネヴィー〉[3]）
- アマチュア（女性アンカー1[4]）
- インデペンデンス・デイ2021（ハーロウ、シスコ）
- WIDOWS（クリスティーナ）
- キャメラを止めるな!（メラニー〈フローレンス・ヤナス〉[5]）
- クリープショー（リディア 他）
- 消えない罪
- ゴヤ・マーダー（アナ 他）
- シークレット・ランナー（ジーン 他）
- ジュピターズ・ムーン（アンナ 他）
- シン・宇宙戦争（レベッカ）
- シング・フォー・ミー、ライル[6]
- シンデレラ（ローラ王女〈メアリー・ヒギンズ〉）
- スカイ・ミッション（サラ）
- タイム・ガーディアンズ 異界の魔女と時をかける少女（オーリャ）
- 超 西遊記（孔雀王）
- デイ・アフター・トゥモロー2021（サラ、ジョー）
- パニック・イン・ミュージアム モスクワ劇場占拠テロ事件（アグネス、シゾーヴァ）
- ハピエスト・ホリデー 私たちのカミングアウト（ジェーン〈メアリー・ホランド〉）
- プー あくまのくまさん（ゾーイ〈ダニエル・ロナルド〉）
- ブータン 山の教室（ナムゲ、ビッダ、彼女）
- ベター・ウォッチ・アウト クリスマスの侵略者（アシュリーの母 他）
- マダム・ウェブ[7]
- ミックステープ 伝えられずにいたこと（エレンの母）
- ラン・ハイド・ファイト（クロフォード、ドーン）
- レジェンド・オブ・ドラゴン 鉄仮面と龍の秘宝

#### ドラマ
- NCIS: ニューオーリンズ シーズン6（オルティス）
- キャンプ・キキワカ（ジャニス）
- クイーン・オブ・ザ・サウス 〜女王への階段〜 シーズン4
- 刑事モース〜オックスフォード事件簿〜 シーズン6（ナンシー 他）
- 結婚契約（ユン・ソニョン〈パク・チョンス〉[8]）
- CALLS コール
- The Family Man シーズン2（ラジ）
- ビビ&ティナ 〜魔法におまかせ!〜
- ファーストレディ（エスター、少年スティーブン[9]）
- ブラック・ミラー（仮面の女 他）
- プリティ・シュート!（サラ 他）
- 秘密結社ベネディクト団（ジルソン）
- Younger/ライザのサバヨミ大作戦! シーズン4

#### テレビ番組
- ディス・イズ・フットボール
- 本番まで、あと7日
- ラブアイランド（エミリー）

#### アニメ
- 大好き♡アーロ（リリー 他）
- ディア・スクワッド（マフィン、サーシャ、ヒナ、子カメ）
- モンチッチ（ベス、スタンピー、トゥイッグ、ベラ）
- ワニ少年アーロの冒険（ミシェル）

### ボイスオーバー
- ウルフギャング アメリカン・スターシェフ（ジャニス 他）
- カー・マスター〜スクラップがお宝に変わるまで〜 シーズン3
- 世界で極める!魅惑のバケーションレンタル シーズン2

### ラジオ
- コントネコラジオ ラジオコント&トーク（ラジ友）

### 司会
- 中高生のための作文・絵画コンテスト

### その他コンテンツ
- 影ナレーション「万作の会」
- 語り公演
  - 「平野啓子と語り仲間たち」
  - 「多摩のものがたり」
- 防犯イベント「お笑い防犯軍団ツナコメ」
- リーディングライブ「幕末男子-新撰組時空伝-」